# Mezinárodní asociace sociálního zabezpečení
Mezinárodní asociace sociálního zabezpečení (International Social Security Association, ISSA) je organizace, která sdružuje nositele sociálního pojištění a sociálního zabezpečení z celého světa. Členské organizace MASZ pocházejí z regionů jako je Afrika, Amerika, Evropa, Asie a Tichomoří.
Mezinárodní asociace sociálního zabezpečení má sídlo v Ženevě a jejími úředními jazyky jsou angličtina, francouzština, němčina a španělština.

## Historie
Tato asociace vznikla v roce 1927. U jejího zrodu stálo 17 organizací z 9 států. Mezi zakládající státy patřila Belgie, Československo, Francie, Lucembursko, Německo, Polsko, Rakousko, Švýcarsko a Velká Británie. Od roku 1947 organizace používá název International Social Security Association. Nyní tato mezinárodní organizace sdružuje 340 členských organizací ve více než 150 zemích světa.

## Význam
MASZ organizuje odborná jednání, diskuze, vzdělávací kurzy a semináře o sociálním zabezpečení. Dále zprostředkovává kontakt mezi jednotlivými členskými organizacemi, aby si mohly vyměnit informace a zkušenosti, provádí různé výzkumy o sociálním zabezpečení, vydává publikace a dokumenty (International Social Security Review, Trends in Social Security, Social Security Programs Throughout the World) a spolupracuje s jinými mezinárodními organizacemi.
Cílem Mezinárodní asociace sociálního zabezpečení je snaha o větší ochranu, zlepšení a rozvoj sociálního zabezpečení skrze mezinárodní spolupráci.
Co se týká financování sociálního zabezpečení, tak vnitrostátní systémy sociálního zabezpečení přispívají na ochranu obyvatelstva skrze přerozdělování významné části HDP. Velké množství zdrojů se tedy skládá z příspěvků na sociální zabezpečení ze stran zaměstnanců, zaměstnavatelů, vlád, vládních převodů či jiných opatření jako jsou mikroúvěry nebo mikropojištění.

## Struktura

### Valné shromáždění
Nejvyšším orgánem Mezinárodní asociace sociálního zabezpečení je Valné shromáždění, které se svolává každé tři roky. Mezi účastníky Valného shromáždění patří všechny členské organizace MASZ.

### Rada
Rada je volebním orgánem MASZ. Rada volí vysoké funkcionáře, sestavuje program činností, rozpočet organizace a určuje koeficient pro výpočet příspěvků členských organizací. Rada se schází při příležitosti zasedání Valného shromáždění.

### Úřad (Byro)
Úřad (Byro) je administrativním orgánem MASZ, který se skládá z prezidenta, pokladníka, generálního tajemníka a zvolených zástupců jednotlivých orgánů MASZ. Úřad navrhuje program činností, zřizuje Kontrolní komisi, stanovuje programové priority, finanční předpisy a rozhoduje o přijetí nových členů. Úřad se schází jednou za kalendářní rok.

### Kontrolní komise
Kontrolní komise zkoumá finanční záznamy asociace, výroční zprávy, výkazy a finanční transakce, které musí být v souladu s finančními nařízeními. Komise pak svou zprávu, která obsahuje připomínky, doporučení a zjištění, předkládá Úřadu (Byro).

## Vedení
Mezi hlavní představitele Mezinárodní organizace sociálního zabezpečení patří prezident Errol Frank Stoové, viceprezident Datuk Kathiravelu Selvarajah, pokladník Phillip Conus a generální tajemník Hans Horst Konkolewski.

## Evropské systémy Mezinárodní asociace sociálního zabezpečení
Evropské systémy sociálního zabezpečení vytvářejí inovativní a účinné reakce na hospodářskou krizi. Sehrávají klíčovou roli ve zmírnění dopadů na tuto krizi. V Evropě však dochází k velkým tlakům v důsledků rekordní nezaměstnanosti a účinků demografického stárnutí populace.
Ve dnech 28. až 30. května 2013 se v Istanbulu uskutečnilo Regionální fórum, kterého se účastnilo přes 300 správců a vedoucích pracovníků z 35 zemí. Závěrem fóra bylo to, že je důležité, aby systémy sociálního zabezpečení v Evropě posílily aktivní a preventivní přístupy, které povedou ke zlepšení správy, porozumění a odpovědnosti příjemců a občanů.
V rámci asociace byly uděleny i ceny za dobrou praxi za rok 2013 a to v Belgii a Itálii. Dále asociace udělila osvědčení Německu, Lotyšsku, Polsku, Španělsku, Švédsku a Turecku.